# 稲村隼翔
稲村 隼翔（いなむら はやと、2002年5月6日 - ）は、東京都目黒区出身のプロサッカー選手。スコティッシュ・プレミアシップ・セルティック所属。ポジションはディフェンダー（センターバック）。

## 経歴
中学時代はFC東京U-15深川に所属。その後は前橋育英高等学校を経て東洋大学に進学した。1年時からAチームに入り活躍。大学4年時の2024年には東洋大学のインカレ初優勝に貢献した。

### アルビレックス新潟
大学3年時の2023年6月に2025シーズンからのアルビレックス新潟への新規加入内定および2023年特別指定選手への認定が発表された。2024年も特別指定の認定を受けた。2023シーズンは特別指定選手としての公式戦の出場はなかったが2024シーズンは出場を重ねた。
ルヴァンカップでは大学のリーグ戦と日程が重なったが、大学側が快く送り出してくれたこともありチームに帯同、決勝では先発でフル出場した。
アルビレックス新潟に正式加入した2025年シーズン前半はJ1リーグで16試合出場1ゴールを記録し、主力として活躍。しかし、6月29日に海外クラブへの移籍を前提とした手続きと準備のため新潟を離脱することが発表された。

### セルティック
2025年7月4日、4年契約でスコティッシュ・プレミアシップ所属のセルティックへの完全移籍で加入することが発表された。また、セルティックのレジェンドである中村俊輔と同じ背番号25を着用することも併せて発表されている。

## 所属クラブ
- 月光原サッカークラブ（目黒区立月光原小学校）
- 2015年 - 2017年 FC東京U-15深川（目黒区立第七中学校）
- 2018年 - 2020年 前橋育英高等学校
- 2021年 - 2024年 東洋大学
  - 2023年 - 2024年  アルビレックス新潟（特別指定選手）
- 2025年1月 - 2025年6月  アルビレックス新潟
- 2025年7月 -  セルティック

## 個人成績
| 国内大会個人成績 | 国内大会個人成績 | 国内大会個人成績 | 国内大会個人成績 | 国内大会個人成績 | 国内大会個人成績 | 国内大会個人成績 | 国内大会個人成績 | 国内大会個人成績 | 国内大会個人成績 | 国内大会個人成績 | 国内大会個人成績 |
| 年度             | クラブ           | 背番号           | リーグ           | リーグ戦         | リーグ戦         | リーグ杯         | リーグ杯         | オープン杯       | オープン杯       | 期間通算         | 期間通算         |
| 年度             | クラブ           | 背番号           | リーグ           | 出場             | 得点             | 出場             | 得点             | 出場             | 得点             | 出場             | 得点             |
| 日本             | 日本             | 日本             | 日本             | リーグ戦         | リーグ戦         | リーグ杯         | リーグ杯         | 天皇杯           | 天皇杯           | 期間通算         | 期間通算         |
| ---------------- | ---------------- | ---------------- | ---------------- | ---------------- | ---------------- | ---------------- | ---------------- | ---------------- | ---------------- | ---------------- | ---------------- |
| 2024             | 新潟             | 45               | J1               | 12               | 0                | 7                | 0                | -                | -                | 19               | 0                |
| 2025             | 新潟             | 3                | J1               | 16               | 1                | 0                | 0                | 1                | 0                | 17               | 1                |
| 通算             | 日本             | 日本             | J1               | 28               | 1                | 7                | 0                | 1                | 0                | 36               | 1                |
| 総通算           | 総通算           | 総通算           | 総通算           | 28               | 1                | 7                | 0                | 1                | 0                | 36               | 1                |

- 2023年（出場なし）、2024年は特別指定選手

出場歴
- 公式戦初出場 - 2024年4月17日 ルヴァンカップ2回戦 いわきFC戦（ハワイアンズスタジアムいわき）
- Jリーグ初出場 - 2024年4月27日 J1第10節 FC東京戦 (デンカビッグスワンスタジアム)

## タイトル

### クラブ
東洋大学
- 全日本大学サッカー選手権大会（2024年）